# بليفاش (الحايط الفوقي العليق)
بليفاش هو دُوَّار يقع بجماعة بني حرشان، إقليم تطوان، جهة طنجة تطوان الحسيمة في المملكة المغربية. ينتمي الدوّار لمشيخة الحايط الفوقي العليق التي تضم 22 دوار. يقدر عدد سكانه بـ 49 نسمة حسب الإحصاء الرسمي للسكان والسكنى لسنة 2004.

## روابط خارجية
- البوابة الوطنية للجماعات الترابية نسخة محفوظة 12 مارس 2018 على موقع واي باك مشين.
- المندوبية السامية للتخطيط